# NGC 6528
NGC 6528 est un amas globulaire situé dans la constellation du Sagittaire à environ 25 775 a.l. (7,9 kpc) du Soleil et à 1 950 a.l. (0,6 kpc) du centre de la Voie lactée. Il a été découvert par l'astronome germano-britannique William Herschel en 1784.

## Caractéristiques
Selon les mesures réalisées par le satellite Gaia, la vitesse radiale héliocentrique de cet amas est égale à 210,31 ± 0,75 km/s. Harris indique une vitesse semblable, soit 206,6 ± 1,4 km/s.
Sa forme n'est pas tout à fait sphérique, car son ellipticité est égale à 0,11. Selon une étude parue en 2011 par Santos et ses collègues, l'àge de l'amas serait de 10 ± 2 milliards d'années.
Selon une étude publiée en 2011 par J. Boyles et ses collègues, la métallicité de l'amas globulaire NGC 6528 est égale à -0,11 et sa masse est égale à 152 000 {\displaystyle M_{\odot }}. Dans cette même étude, la distance de l'amas est estimée à environ 7,9 kpc (∼25 800 al). La base de données Simbad indique six valeurs de la métallicité allant de -0,50 à 0,00. Une métallicité comprise entre -0,50 et 0,00 signifie que la concentration en fer de NGC 6528 est comprise entre à 31% et 100% de celle du Soleil. Après le Big Bang, l'Univers étant surtout composé d'hydrogène et d'hélium, la métallicité était pratiquement nulle. L'univers s'est progressivement enrichi en métaux (éléments plus lourds que l'hélium) grâce à la synthèse de ceux-ci dans le cœur des étoiles. La métallicité des amas du halo de la Voie lactée varie d'un centième à un dixième de la métallicité solaire, ce qui signifie que ces amas se décomposent en deux sous-groupes, les relativement jeunes et les vieux . Selon sa métallicité, NGC 6528 serait donc un amas relativement très jeune et riche en métaux.

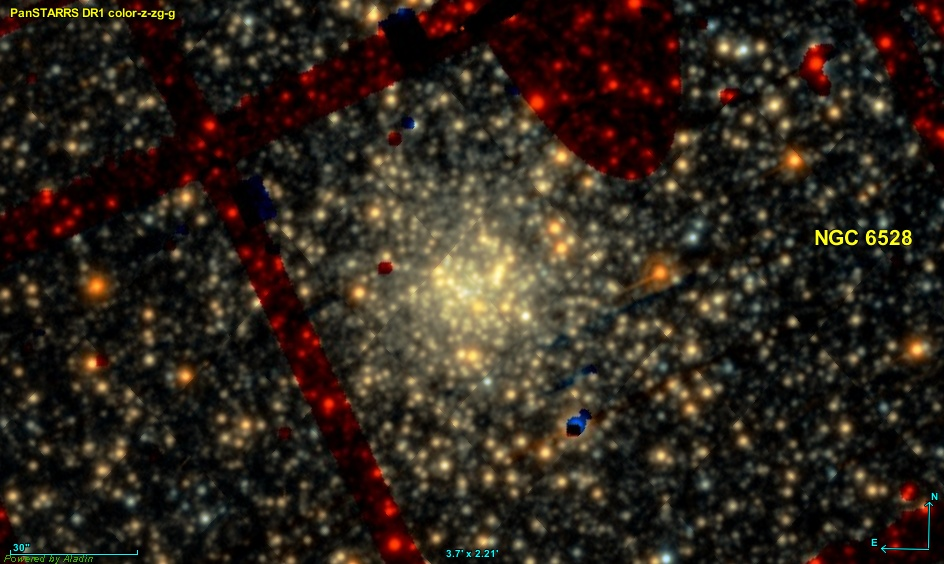
NGC 6528 par le relevé Pan-STARRS.